# Folkhard Isermeyer
Folkhard Isermeyer (* 5. Januar 1958 in Braunschweig; † 14. Januar 2025) war ein deutscher Agrarökonom und Hochschullehrer. Er war von 2009 bis 2025 Präsident des Johann Heinrich von Thünen-Instituts.

## Leben
Isermeyer studierte von 1978 bis 1982 Agrarwissenschaften an der Georg-August-Universität Göttingen und wurde dort 1987 mit der Dissertation Produktionsstrukturen, Produktionskosten und Wettbewerbsstellung der Milcherzeugung in Nordamerika, Neuseeland und der EG promoviert. Bis 1990 blieb er als wissenschaftlicher Angestellter an der Universität und wechselte dann als Leiter an das Institut für Betriebswirtschaft der Bundesforschungsanstalt für Landwirtschaft (FAL) (bis 2007) bzw. des Thünen-Instituts (2008 bis 2009). 1996 wurde er Honorarprofessor an der Georg-August-Universität. 1998/99 war er Präsident der FAL. Von 2009 bis 2025 war er Präsident des Thünen-Instituts. Am 14. Januar 2025 verstarb er im Alter von 67 Jahren wenige Wochen vor seiner Pensionierung, die zum 31. Januar 2025 erfolgt wäre. Nachfolgerin wurde Birgit Kleinschmit.
Isermeyer war von 2009 bis 2019 Mitglied des Bioökonomierats (BÖR). Ab 2015 war er Vorsitzender des Beraterausschusses der Initiative Tierwohl. Von 2014 bis 2016 war er Mitglied des Kompetenzkreises Tierwohl beim Bundesministerium für Ernährung und Landwirtschaft (BMEL) und war ab 2019 Mitglied des Kompetenznetzwerks Nutztierhaltung. Er war Mitglied des Wissenschaftlichen Beirats für Agrarpolitik beim BMEL und von 2003 bis 2011 dessen Vorsitzender.